# Badmintonmeisterschaft von Trinidad und Tobago 1971
Die Badmintonmeisterschaft von Trinidad und Tobago 1971 fand in Port of Spain statt. Es war die sechste Auflage der nationalen Titelkämpfe von Trinidad und Tobago im Badminton.

## Titelträger
| Disziplin    | Sieger                            |
| ------------ | --------------------------------- |
| Herreneinzel | Trevor Smith                      |
| Dameneinzel  | Georgia Wong                      |
| Herrendoppel | Keith Fung Patrick Kam            |
| Damendoppel  | Joyce Chinasing Yolande Young Pow |
| Mixed        | Keith Fung Georgia Wong           |